# The Sheepman's Daughter
The Sheepman's Daughter est un film muet américain réalisé par Allan Dwan et sorti en 1911.

## Fiche technique
- Réalisation : Allan Dwan
- Date de sortie : États-Unis : 1er juin 1911

## Distribution
- J. Warren Kerrigan
- Pauline Bush
- Jack Richardson
- George Periolat : Richard Mead